# Arnaldo Martinenghi
Arnaldo Martinenghi (Buenos Aires, Argentina, 1927 - íd, 26 de agosto de 2001) fue un empresario y criador de caballos argentino. Financió económicamente parte de la primera campaña presidencial de Carlos Menem en 1989.

## Carrera empresarial y criador de caballos
Paralelamente a su amistad con Menem, Martinenghi desarrolló diversos emprendimientos económicos. Fue propietario de la empresa Hierromat, una de las más importantes del país, Astilleros Alianza y de la franquicia uruguaya Pizza Cero.
Considerado uno de los más destacados criadores y propietarios de caballos de carrera de la década de 1980-1990, fue el dueño del stud Tori y socio del Círculo de Propietarios de Caballerizas y de Criadores Argentinos del Sangre Pura de Carrera.
Obtuvo dos veces los grandes premios Pellegrini y Nacional con sus mejores caballos, Potrillazo, Potrillón, Potri Pé, Potrizaris y Potridee. Vendió ejemplares a Arabia Saudita y se asoció en la propiedad de otros con Menem.

## Campaña presidencial de Menem
Su amistad con Carlos Menem desde 1988 lo llevó a apoyarlo económicamente en su primera campaña presidencial, especialmente durante sus viajes a Alemania, Italia y Francia. Más tarde, comentaría su motivación al hacerlo: «Cuando nos conocimos teníamos las mismas inquietudes hacia el país y eso me motivó a ayudarlo. Me gustaba porque lo veía tan honrado con sus convicciones como yo lo soy con las mías». De ese modo, también comentó que había contratado a una agencia publicitaria para su campaña presidencial y le prestó un avión para que recorriera el país. Aunque siempre se confesó «apolítico», mantuvo durante muchos años un gran lazo de amistad con el presidente, a quien alojó en varias oportunidades en su residencia «El Poseidón» de Punta del Este, Uruguay.
Luego de apoyar económicamente a Menem, confesó haber perdido 200 millones de pesos y haber quedado en la ruina. Su declive económico fue confesado en un reportaje a La Prensa en 1995, donde admitió además que esperaba poder cobrar varias deudas y ganar juicios al Estado.

## Últimos años
En el apogeo del menemismo, Martinenghi llegó a presentarse sin suerte en la licitación para administrar el Hipódromo de Palermo pero la dirección fue otorgada al constructor Sebastián Maronese. Durante 1999, Martinenghi volvió a dar una clara prueba de su amistad con el entonces presidente al oficiar de anfitrión del exmilitar paraguayo Lino Oviedo en la localidad bonaerense de Chenaut, donde tenía 200 caballos de carrera. El exjefe del Ejército de esa nación, junto con su familia, se había fugado de Paraguay en marzo de 1999 tras intentar desestabilizar el poder político.
Falleció a los 74 años el 26 de agosto de 2001 luego de una prolongada enfermedad. Su muerte pasó tan desapercibida que fue confirmada por los periódicos cinco días después. Sus restos se hallan inhumados en el cementerio de la Chacarita.